# Don C. Harvey
Don Carlos Harvey (Council Grove, 12 dicembre 1911 – Los Angeles, 23 aprile 1963) è stato un attore statunitense.
Ha recitato in oltre cento film dal 1945 al 1963 ed è apparso in oltre 80 produzioni televisive dal 1950 al 1963. È stato accreditato anche con i nomi Donald Harvey e Don Harvey.

## Biografia
Don C. Harvey nacque a Council Grove, in Kansas, il 12 dicembre 1911.
Debuttò nel 1945, non accreditato, nel film Stanotte t'ho sognato nel ruolo di Kirkpatrick  e in televisione nell'episodio The Poisoned Waterhole della serie televisiva Le avventure di Gene Autry, andato in onda l'8 ottobre 1950, nel ruolo di  Reese. Interpretò poi il ruolo di  Collins in 14 episodi della serie televisiva Gli uomini della prateria dal 1959 al 1962 (più un altro episodio del 1959 in un altro ruolo).
Sposò l'attrice Jean Harvey (1900-1966). Morì a Studio City, in California, il 23 aprile 1963 e fu seppellito all'Hollywood Forever Cemetery di Hollywood.

## Filmografia

### Cinema
- Stanotte t'ho sognato (That Night with You), regia di William A. Seiter (1945)
- Dragnet, regia di Leslie Goodwins (1947)
- Per te io muoio (For You I Die), regia di John Reinhardt (1947)
- Money Madness, regia di Sam Newfield (1948)
- Big Town Scandal, regia di William C. Thomas (1948)
- The Counterfeiters, regia di Sam Newfield (1948)
- The Vicious Circle, regia di W. Lee Wilder (1948)
- La legge di Robin Hood (Rimfire), regia di B. Reeves Eason (1949)
- Son of a Badman, regia di Ray Taylor (1949)
- The Mutineers, regia di Jean Yarbrough (1949)
- Batman and Robin, regia di Spencer Gordon Bennet – serie cinematografica (1949)
- Alimony, regia di Alfred Zeisler (1949)
- Wild Weed, regia di Sam Newfield (1949)
- Angels in Disguise, regia di Jean Yarbrough (1949)
- The Adventures of Sir Galahad, regia di Spencer Gordon Bennet (1949)
- Trail of the Rustlers, regia di Ray Nazarro (1950)
- Gunmen of Abilene, regia di Fred C. Brannon (1950)
- Tyrant of the Sea, regia di Lew Landers (1950)
- The Girl from San Lorenzo, regia di Derwin Abrahams (1950)
- Forbidden Jungle, regia di Robert Emmett Tansey (1950)
- Dynamite Pass, regia di Lew Landers (1950)
- The Fighting Stallion  regia di Robert Emmett Tansey (1950)
- So You Think You're Not Guilty, regia di Richard L. Bare – cortometraggio (1950)
- Hoedown, regia di Ray Nazarro (1950)
- Bagliori sulla giungla (The Lost Volcano), regia di Ford Beebe (1950)
- Il bandito galante (The Great Jewel Robber), regia di Peter Godfrey (1950)
- Atom Man vs. Superman, regia di Spencer Gordon Bennet (1950)
- Chain Gang, regia di Lew Landers (1950)
- Prairie Roundup, regia di Fred F. Sears (1951)
- Il mio bacio ti perderà (Belle Le Grand), regia di Allan Dwan (1951)
- Night Riders of Montana, regia di Fred C. Brannon (1951)
- Texans Never Cry, regia di Frank McDonald (1951)
- Don Daredevil Rides Again, regia di Fred C. Brannon (1951)
- According to Mrs. Hoyle, regia di Jean Yarbrough (1951)
- L'ultima sfida (Fort Worth), regia di Edwin L. Marin (1951)
- L'isola dell'uragano (Hurricane Island), regia di Lew Landers (1951)
- Merry Mavericks, regia di Edward Bernds (1951)
- Joe Palooka in Triple Cross, regia di Reginald Le Borg (1951)
- Northwest Territory, regia di Frank McDonald (1951)
- Captain Video, Master of the Stratosphere, regia di Spencer Gordon Bennet e Wallace Grissell (1951)
- Torce rosse (Indian Uprising), regia di Ray Nazarro (1952)
- The Old West, regia di George Archainbaud (1952)
- Battaglia in Indocina (A Yank in Indo-China), regia di Wallace Grissell (1952)
- La croce di diamanti (Mara Maru), regia di Gordon Douglas (1952)
- Blackhawk: Fearless Champion of Freedom, regia di Spencer Gordon Bennet e Fred F. Sears (1952)
- Fuoco a Cartagena (The Golden Hawk), regia di Sidney Salkow (1952)
- L'altra bandiera (Operation Secret), regia di Lewis Seiler (1952)
- Navi senza ritorno (Prince of Pirates), regia di Sidney Salkow (1953)
- Delitto alla televisione (The Glass Web), regia di Jack Arnold (1953)
- The Golden Idol, regia di Ford Beebe (1954)
- La morsa si chiude (Loophole), regia di Harold D. Schuster (1954)
- Gunfighters of the Northwest, regia di Spencer Gordon Bennet e Charles S. Gould (1954)
- Il tesoro di Capitan Kidd (Captain Kidd and the Slave Girl), regia di Lew Landers (1954)
- Bolide rosso (Johnny Dark), regia di George Sherman (1954)
- Il circo delle meraviglie (Ring of Fear), regia di James Edward Grant e William A. Wellman (1954)
- Criminale di turno (Pushover), regia di Richard Quine (1954)
- Terra lontana (The Far Country), regia di Anthony Mann (1954)
- La bestia umana (Human Desire), regia di Fritz Lang (1954)
- Cavalcata ad ovest (They Rode West), regia di Phil Karlson (1954)
- Uomini violenti (The Violent Men), regia di Rudolph Maté (1955)
- Anonima delitti (New York Confidential), regia di Russell Rouse (1955) - non accreditato
- La rivolta delle recluse (Women's Prison), regia di Lewis Seiler (1955)
- Aquile nell'infinito (Strategic Air Command), regia di Anthony Mann (1955)
- I sette ribelli (Seven Angry Men), regia di Charles Marquis Warren (1955)
- I rinnegati del Wyoming (Wyoming Renegades), regia di Fred F. Sears (1955)
- La vendetta del mostro (Revenge of the Creature), regia di Jack Arnol (1955)
- Banditi atomici (Creature with the Atom Brain), regia di Edward L. Cahn (1955)
- Nessuno resta solo (Not as a Stranger), regia di Stanley Kramer  (1955)
- Duello di spie (The Scarlet Coat), regia di John Sturges (1955)
- La valanga degli uomini rossi (Apache Ambush), regia di Fred F. Sears (1955)
- L'arma che conquistò il West (The Gun That Won the West), regia di William Castle (1955)
- Flash! Cronaca nera (Headline Hunters), regia di William Witney (1955)
- La bestia (Teen-Age Crime Wave), regia di Fred F. Sears (1955)
- Dig That Uranium, regia di Edward Bernds (1955)
- La giungla del quadrato (The Square Jungle), regia di Jerry Hopper (1955)
- Picnic, regia di Joshua Logan (1955)
- Glory, regia di David Butler (1956)
- Perils of the Wilderness, regia di Spencer Gordon Bennet (1956)
- L'amore più grande del mondo (Come Next Spring), regia di R.G. Springsteen (1956)
- Vento di terre lontane (Jubal), regia di Delmer Daves (1956)
- Il Robin Hood del Rio Grande (Blackjack Ketchum, Desperado), regia di Earl Bellamy (1956)
- Il mostro della California (The Werewolf), regia di Fred F. Sears (1956)
- Blazing the Overland Trail, regia di Spencer Gordon Bennet (1956)
- Il giglio nero (The Bad Seed), regia di Mervyn LeRoy (1956)
- Soli nell'infinito (Toward the Unknown), regia di Mervyn LeRoy (1956)
- Come le foglie al vento (Written on the Wind), regia di Douglas Sirk (1956)
- Untamed Mistress, regia di Ron Ormond e Allan Nixon (1956)
- Il pistolero dell'Utah (Utah Blaine), regia di Fred F. Sears (1957)
- Prigionieri dell'eternità (The Man Who Turned to Stone), regia di László Kardos (1957)
- Massacro ai grandi pozzi (Dragoon Wells Massacre), regia di Harold D. Schuster (1957)
- La scure di guerra del capo Sioux (The Lawless Eighties), regia di Joseph Kane (1957)
- Beginning of the End, regia di Bert I. Gordon (1957)
- Dino, regia di Thomas Carr (1957)
- Rapina a San Francisco (No Time to Be Young), regia di David Lowell Rich (1957)
- Furia infernale (The Unholy Wife), regia di John Farrow (1957)
- Due gentiluomini attraverso il Giappone (Escapade in Japan), regia di Arthur Lubin (1957)
- Domino Kid, regia di Ray Nazarro (1957)
- Mia moglie... che donna! (I Married a Woman), regia di Hal Kanter (1958)
- Il cavaliere solitario (Buchanan Rides Alone), regia di Budd Boetticher (1958)
- La banda di Las Vegas (Guns, Girls, and Gangsters), regia di Edward L. Cahn (1959)
- Il pistolero di Laredo (Gunmen from Laredo), regia di Wallace MacDonald (1959)
- Duello alla pistola (The Gunfight at Dodge City), regia di Joseph M. Newman (1959)
- La squadra infernale (Posse from Hell), regia di Herbert Coleman (1961)
- I selvaggi della prateria (The Wild Westerners), regia di Oscar Rudolph (1962)
- Questo pazzo, pazzo, pazzo, pazzo mondo (It's a Mad, Mad, Mad, Mad World), regia di Stanley Kramer (1963)

### Televisione
- Dick Tracy – serie TV, episodi 2x16-2x17 (1950)
- Cisco Kid (The Cisco Kid) – serie TV, episodio 1x07 (1950)
- Le avventure di Gene Autry (The Gene Autry Show) – serie TV, 10 episodi (1950-1953)
- Le avventure di Rex Rider (The Range Rider) – serie TV, 5 episodi (1951-1952)
- Wild Bill Hickok (Adventures of Wild Bill Hickok) – serie TV, 6 episodi (1951-1956)
- Missione pericolosa (Dangerous Assignment) – serie TV, episodio 1x38 (1952)
- Gang Busters – serie TV, 5 episodi (1952)
- Roy Rogers (The Roy Rogers Show) – serie TV, 12 episodi (1952-1955)
- Hopalong Cassidy – serie TV, episodio 2x01 (1953)
- The Adventures of Kit Carson – serie TV, 4 episodi (1953-1954)
- The Ford Television Theatre – serie TV, episodi 2x12-4x38-5x04 (1953-1956)
- Waterfront – serie TV, episodio 2x15 (1954)
- Stories of the Century – serie TV, episodio 1x07 (1954)
- Mickey Spillane's 'Mike Hammer!', regia di Blake Edwards – film TV (1954)
- Le avventure di Jet Jackson (Captain Midnight) – serie TV, episodi 1x02-1x07-1x23 (1954-1955)
- The Public Defender – serie TV, episodi 2x14-2x29-2x33 (1954-1955)
- Annie Oakley – serie TV, 5 episodi (1954-1955)
- Il cavaliere solitario (The Lone Ranger) – serie TV, 7 episodi (1954-1957)
- The Millionaire – serie TV, episodio 1x07 (1955)
- Buffalo Bill, Jr. – serie TV, episodi 1x07-1x13 (1955)
- La pattuglia della strada (Highway Patrol) – serie TV, episodio 1x07 (1955)
- Tales of the Texas Rangers – serie TV, episodio 1x14 (1955)
- Schlitz Playhouse of Stars – serie TV, episodio 5x14 (1955)
- I Led 3 Lives – serie TV, episodio 3x02 (1955)
- Le avventure di Campione (The Adventures of Champion) – serie TV, episodi 1x13-1x21 (1955-1956)
- Le avventure di Rin Tin Tin (The Adventures of Rin Tin Tin) – serie TV, episodi 1x17-3x13 (1955-1956)
- Le leggendarie imprese di Wyatt Earp (The Life and Legend of Wyatt Earp) – serie TV, 5 episodi (1955-1960)
- Frida (My Friend Flicka) – serie TV, episodi 1x01-1x38 (1955-1956)
- The 20th Century-Fox Hour – serie TV, episodio 1x08 (1956)
- Jungle Jim – serie TV, episodio 1x21 (1956)
- Four Star Playhouse – serie TV, episodio 4x22 (1956)
- Cavalcade of America – serie TV, episodi 4x16-4x22 (1956)
- Lux Video Theatre – serie TV, episodio 6x48 (1956)
- The Adventures of Jim Bowie – serie TV, episodio 1x05 (1956)
- The Hardy Boys – serie TV, episodi 1x08-1x15 (1956)
- Telephone Time – serie TV, episodio 2x07 (1956)
- The Man Called X – serie TV, 9 episodi (1956-1957)
- Dragnet – serie TV, 6 episodi (1956-1958)
- Sky King – serie TV, episodi 2x07-2x16-4x04 (1956-1958)
- Furia (Fury) – serie TV, episodi 1x19-4x15 (1956-1959)
- Death Valley Days – serie TV, 4 episodi (1956-1957)
- Papà ha ragione (Father Knows Best) – serie TV, episodio 3x18 (1957)
- Avventure in elicottero (Whirlybirds) – serie TV, episodio 1x12 (1957)
- Panico (Panic!) – serie TV, episodi 1x13-2x13 (1957-1958)
- 26 Men – serie TV, episodio 1x19 (1958)
- Casey Jones – serie TV, episodio 1x28 (1958)
- Meet McGraw – serie TV, episodio 1x41 (1958)
- Harbor Command – serie TV, episodio 1x29 (1958)
- Target – serie TV, episodio 1x08 (1958)
- Frontier Doctor – serie TV, episodio 1x04 (1958)
- The Restless Gun – serie TV, episodi 2x01-2x07-2x31 (1958-1959)
- Tombstone Territory – serie TV, episodi 1x19-3x19 (1958-1960)
- The Texan – serie TV, episodi 1x13-2x15-2x29 (1958-1960)
- Tales of Wells Fargo – serie TV, 4 episodi (1958-1961)
- Maverick – serie TV, 4 episodi (1958-1962)
- The Donna Reed Show – serie TV, episodio 1x25 (1959)
- World of Giants – serie TV, episodio 1x02 (1959)
- Tightrope – serie TV, episodio 1x09 (1959)
- Bronco – serie TV, episodio 2x05 (1959)
- Black Saddle – serie TV, episodio 2x12 (1959)
- Bat Masterson – serie TV, episodio 2x09 (1959)
- Lawman – serie TV, episodio 2x10 (1959)
- Indirizzo permanente (77 Sunset Strip) – serie TV, episodi 2x01-2x14 (1959-1960)
- Avventure lungo il fiume (Riverboat) – serie TV, episodi 1x04-1x21 (1959-1960)
- Colt .45 – serie TV, episodi 2x04-3x17 (1959-1960)
- Gli uomini della prateria (Rawhide) – serie TV, 15 episodi (1959-1962)
- Gli intoccabili (The Untouchables) – serie TV, episodio 1x19 (1960)
- Sugarfoot – serie TV, episodio 3x15 (1960)
- The Slowest Gun in the West, regia di Herschel Daugherty – film TV (1960)
- Hawaiian Eye – serie TV, episodi 2x04-3x38 (1960-1962)
- Disneyland – serie TV, episodi 6x21-9x16-9x17 (1960-1963)
- Laramie – serie TV, 8 episodi (1960-1963)
- Carovane verso il West (Wagon Train) – serie TV, episodi 3x14-4x27-6x30 (1960-1963)
- Bonanza – serie TV, episodio 2x17 (1961)
- Dennis the Menace – serie TV, episodio 2x19 (1961)
- Two Faces West – serie TV, episodio 1x17 (1961)
- Carovana (Stagecoach West) – serie TV, episodio 1x23 (1961)
- Gunslinger – serie TV, episodio 1x10 (1961)
- Perry Mason – serie TV, episodio 4x26 (1961)
- The New Bob Cummings Show – serie TV, episodio 1x03 (1961)
- The Tall Man – serie TV, episodio 2x08 (1961)
- Surfside 6 – serie TV, episodio 2x27 (1962)
- Scacco matto (Checkmate) – serie TV, episodio 2x32 (1962)
- Empire – serie TV, episodio 1x23 (1963)
- Combat! – serie TV, episodio 1x25 (1963)
- Il virginiano (The Virginian) – serie TV, episodi 1x16-1x29 (1963)
- Un equipaggio tutto matto (McHale's Navy) – serie TV, episodio 1x34 (1963)
- The Outer Limits – serie TV, episodio 1x01 (1963)
- Ripcord – serie TV, episodio 2x17 (1963)